# Twarda gra
Twarda gra (ang. Power Play, 1998–2000) – kanadyjski serial obyczajowy.

## Emisja
Światowa premiera serialu miała miejsce 15 października 1998 r. na kanale CTV. Ostatni odcinek został wyemitowany 10 lutego 2000 r. W Polsce serial był nadawany na kanale TVP1.

## Obsada

### Główne role
- Michael Riley – Brett Parker (wszystkie 26 odcinków)[1]
- Kari Matchett – Colleen Blessed (26)
- Dean McDermott – Mark Simpson (26)
- Caterina Scorsone – Michelle Parker (26)
- Gordon Pinsent – Duff McArdle (26)
- Jonathan Rannells – Todd Maplethorpe (26)
- Krista Bridges – Rose Thorton (26)

### Pozostali
- Mark Lutz – Jukka Branny-Acke (13 odcinków)[2]
- Normand Bissonnette – Al Tremblay (17)
- Lori Anne Alter – Renata D'Allesandro (25)
- Greg Spottiswood – Joe Harriman (4)
- Al Waxman – trener Lloyd Gorman (4)
- Neil Crone – trener Harry Strand (22)
- Rob Faulds – spiker zawodów (15)
- Fiona Highet – Ryanne Simpson (10)
- Jennifer Dale – Samantha Robbins (8)
- Jonathan Crombie – Hudson James (7)
- David Keeley – Bud Travis (7)
- Tanja Jacobs – SM3 Regan Sexsmith (6)
- Johanna Black – Andrea (5)
- Don Cherry – Jake Nelson (5)
- Chris Tessaro – Marshak (4)
- Ryan Scott – Boris Krenski (3)
- Sean McCann – Ray Malone (3)
- Matthew Bennett (2)
- Sean Ross (2)
- Sean Bell – Mickey Dubois (2)
- Tim Ware – zawodnik #1 (2)

## Spis odcinków
| N/o            | Tytuł angielski                          |
| -------------- | ---------------------------------------- |
|                |                                          |
| SERIA PIERWSZA |                                          |
|                |                                          |
| 01             | Perambulate Me Back to My Habitual Abode |
|                |                                          |
| 02             | Changing the Luck                        |
|                |                                          |
| 03             | All for One                              |
|                |                                          |
| 04             | Seventh Game                             |
|                |                                          |
| 05             | Off Season                               |
|                |                                          |
| 06             | Brothers in Arms                         |
|                |                                          |
| 07             | The Bad Boy                              |
|                |                                          |
| 08             | Purple Hazing                            |
|                |                                          |
| 09             | Family Values                            |
|                |                                          |
| 10             | Pucks the Size of Beach Balls            |
|                |                                          |
| 11             | High Noon                                |
|                |                                          |
| 12             | Dire Straits                             |
|                |                                          |
| 13             | Waked at the Forum                       |
|                |                                          |
| SERIA DRUGA    |                                          |
|                |                                          |
| 14             | Everything is Broken                     |
|                |                                          |
| 15             | Resign or Re-Sign                        |
|                |                                          |
| 16             | Manipulation                             |
|                |                                          |
| 17             | Evasion                                  |
|                |                                          |
| 18             | Temptation                               |
|                |                                          |
| 19             | The Truth                                |
|                |                                          |
| 20             | The Jumper                               |
|                |                                          |
| 21             | The Mask                                 |
|                |                                          |
| 22             | Foolish Hearts                           |
|                |                                          |
| 23             | The Quarter Finals                       |
|                |                                          |
| 24             | The Cubicle                              |
|                |                                          |
| 25             | The Finals                               |
|                |                                          |
| 26             | What It All Meant                        |
|                |                                          |